# 桐生市立南小学校
桐生市立南小学校（きりゅうしりつ みなみしょうがっこう）は、群馬県桐生市新宿2丁目にある公立小学校。

## 歴史
出典
- 1873年（明治6年）10月19日 - 山田郡新宿村79番地に栃木県所管により私立新宿学校として開校。
- 1874年（明治7年）9月 - 栃木県布達により、公立新宿学校と改称する。
- 1876年（明治9年）9月 - 群馬県の所轄となる。
- 1883年（明治16年）11月 - 現在地に木造2階建て、84坪の校舎完成。群馬県令揖取素彦氏を迎え落成式を挙行する。
- 1885年（明治18年）4月 - 新宿・境野・広沢・下新田・一本木の各小学校が1学区となり、当校を本校とする。
- 1886年（明治19年）4月 - 前記の各小学校を分離し、新宿尋常小学校となる。
- 1889年（明治22年）4月 - 新宿村と桐生新町・安楽土村・下久方村・上久方村が合併した桐生町発足により、桐生南尋常小学校と改称する。
- 1893年（明治26年）3月 - 第1回卒業式を挙行する。卒業生40名（男27名、女13名）
- 1932年（昭和7年）9月 - プール施設を新設する。工費1179円30銭（地元寄付）。
- 1939年（昭和14年）4月 - 桐生市南尋常小学校と改称。
- 1940年（昭和15年）4月 - 学校給食を開始する。
- 1941年（昭和16年）4月 - 国民学校令により、桐生市南国民学校と改称。
- 1947年（昭和22年）4月 - 学制改革により、桐生市立南小学校と改称。
- 1950年（昭和25年）1月 - 校歌を制定する。神保興志作詞、渡辺浦人作曲。
- 1958年（昭和33年）12月 - 新校舎（現:四舎）が落成する。
- 1963年（昭和38年）10月 - 創立90周年記念式典を挙行する。
- 1967年（昭和42年）8月 - 新設プールを竣工する。
- 1973年（昭和48年）
  - 8月 - 補助プールが完成する。
  - 10月 - 開校百年記念式典挙行。記念事業として郷土資料室を新設する。
- 1978年（昭和53年）3月 - 校舎改築落成記念式典を挙行する。
- 1986年（昭和61年）2月 - 同窓会より校旗の贈呈を受ける。
- 1987年（昭和62年）8月 - 体育館の床を全面板張り改修をする。
- 1994年（平成6年）
  - 4月 - ジャングルジムを設置する。
  - 9月 - PTA寄贈により、ジャングルジムにすべり台を付設する。
- 1996年（平成8年）11月 - 固定遊具（チェーンウォームクライム・雲梯）を設置する。
- 1997年（平成9年）12月 - 南小緑の少年団が発足する。
- 1998年（平成10年）11月 - 寄贈により｢山田文庫」を開設する。
- 1999年（平成11年）2月 - バザー収益金よりバスケットリングを設置する。ベルマーク収益金よりバスケットボール・ボールかごを購入する。
- 2001年（平成13年）
  - 7月 - 交通少年団が発足する。
  - 9月 - 校内に放課後児童クラブ｢くすのき保育クラブ｣が設置される。
- 平成14年4月 パソコン室の機器を新機種に交換する。
- 2003年（平成15年）
  - 2月 - 南小Webページが完成する。
  - 3月 - 一舎屋上防水改修工事が行われる。
  - 11月西門改修工事が行われる。
- 2004年（平成16年）
  - 3月 - 創立130周年事業として、同窓会より二宮金次郎像が再建される。
  - 12月 - 古い遊具を撤去し、新しい遊具（ブランコ）を設置する。
- 2006年（平成18年）
  - 3月 - 道路拡幅工事に伴う駐車場及び正門等改修工事が行われる。
  - 10月 - 学校支援センター設置、放課後学習教室が開始される。
  - 12月 - PTAバザー実施し、収益金より会議室用机、楽器、図書を購入する。
- 2007年（平成19年）11月 - プールフェンス改修工事が行われる。
- 2011年（平成23年）
  - 3月11日 - 14時46分、東北地方太平洋沖地震が発生、震度5強を記録。全児童校庭避難後、一斉集団下校をする。
  - 7月 - トイレ改修工事、四舎解体工事、一舎、三舎耐震工事が行われる。
  - 8月 - 体育館、校舎外壁工事が行われる。
- 2012年（平成24年）
  - 1月 - トイレ改修工事が終了する。
  - 2月 - 校舎・体育館外壁改修工事が終了する。
  - 8月 - 新校舎工事が行われる。
- 2013年（平成25年）
  - 3月 - 新校舎（四舎）が完成する。
  - 4月 - 昭和小学校を統合。
- 2015年（平成27年）9月 - 校庭整地工事を行う。
- 2016年（平成28年）11月 - 大プールの修理と小プールの床塗り替え作業を行う。
- 2018年（平成30年）10月 - ブロック塀（南側）の撤去・フェンスの新設工事を行われる。
- 2019年（令和元年）
  - 7月 - スプリンクラー改修工事（同月と12月）を行われる。
  - 10月12日 - 台風19号による桐生川の増水のため、本校3階・4階を避難所として地域住民約200人に開放（同日21時～翌日9時）する。
  - 10月 - プール塗装の塗り替え工事及び飛び込み台の撤去を行われる（翌年3月まで）。
- 2020年（令和2年）
  - 2月 - 高架水槽・調理室排水補修工事を行われる。
  - 3月4日 - 新型コロナウイルス感染症対策のため、この日から3月26日まで臨時休業日とした。
  - 3月24日 - 規模を縮小して令和元年度卒業式を挙行した。
  - 3月26日 - 放送での修了式を実施する。
  - 4月7日 - 新型コロナウイルス感染拡大予防のため、放送にて新任式と始業式実施する。
  - 4月13日 - 新型コロナウイルス感染拡大予防のため、この日から5月11日まで、再び休校の措置を採った。
  - 5月11日 - 学校再開を5月31日まで延長する。
  - 5月25日 - 午前中2時間の分散登校日を開始する（1・3・5学年登校）。
  - 5月26日 - 分散登校日（2・4・6学年登校）を実施する。
  - 5月27日 - 分散登校日（1・3・5学年登校）を実施する。
  - 5月28日 - 分散登校日（2・4・6学年登校）を終了する。
  - 6月1日 - 分散登校（月・水・金曜日を授業日、火・木曜日を学習相談日）で学校を再開する。ただし、給食無しで3校時授業。午前中のみの再開。
  - 6月15日 - 簡易給食・4時間授業を開始する（6月19日まで）。
  - 6月22日 - 通常授業・通常給食が開始する。
  - 9月23日 - 非常変災その他急迫の事情による臨時休校とする（桐生市教育施設への爆破予告）。
  - 9月 - LAN設置工事を行われる（翌年2月まで）。
- 2021年（令和3年）
  - 1月 - トイレ、保健室等コロナ対策抗菌コーティング噴霧作業を行われる。
  - 2月 - タブレット端末を導入される。同月、エアコン室外機の修理を行われる。
  - 6月 - 多目的室・図書室等コロナ対策抗菌コーティング噴霧作業を行われる。
  - 7月 - 貯水タンク修繕工事を行われる。
  - 8月26日 - コロナウイルス感染拡大予防のため、この日から9月24日まで4時間授業を実施する。
- 2022年（令和4年）
  - 3月 - 校庭内銀杏の剪定作業を行われる。
  - 6月 - 学校周りのフェンス撤去・新設工事を行われる。
- 2023年（令和5年）11月1日 - 創立150周年記念式典挙行[2]。

## 学区
出典
特記無き地区は全域
- 新宿一丁目
- 新宿二丁目
- 新宿三丁目
- 浜松町一丁目
- 浜松町二丁目
- 三吉町
- 小梅町
- 琴平町
- 錦町一丁目
- 錦町二丁目
- 錦町三丁目
- 稲荷町
- 織姫町
- 美原町
- 清瀬町
- 元宿町
- 本町六丁目（374番地～401番地）
- 巴町一丁目
- 巴町二丁目

## アクセス
- 桐生市コミュニティバス「おりひめ」路線番号5「境野線」で、「新宿一丁目」停留所か、「新宿三丁目」停留所下車後、徒歩。

## 学校周辺
- 群馬県道67号桐生岩舟線
- 中通り（桐生市道）
- 野間スポーツクラブ - 敷地が隣接
- 野間スイミングスクール
- 桐生大学付属幼稚園
- 渡良瀬川

## 主な卒業生
- 野間清治（講談社創設者）[4]